# بالارات (کالیفرنیا)
بالارات (به انگلیسی: Ballarat) یک منطقهٔ مسکونی در ایالات متحده آمریکا است که در شهرستان اینیو، کالیفرنیا واقع شده‌است. بالارات ۳۲۹ متر بالاتر از سطح دریا قرار دارد.